# 高仁俭
颍川王高仁俭（？—？），渤海郡蓨縣（今河北景縣）人，北齊武成帝高湛第十子。
天統三年六月二十日（567年7月11日），北齐后主高纬立皇弟高仁几为西河王，高仁邕为乐浪王，高仁俭为颍川王，高仁雅为安乐王，高仁直为丹杨王，高仁谦为东海王。北齐灭亡前夕，高仁俭为胶州刺史。北齐灭亡，高仁俭与后主死在长安。。